# Waldschule (Flensburg)
Die Waldschule in Flensburg ist eine Grundschule, die sich im Stadtteil Westliche Höhe befindet. Ihr Hauptgebäude ist eines der Kulturdenkmale des Stadtteils. Die Waldstraße, an der die Schule liegt, führt in Richtung Marienhölzung. Sie liegt direkt neben der dänischen Gustav-Johannsen-Skolen. Die Waldschule ist die Kooperationsschule der Universität Flensburg.

## Hintergrund
Benannt wurde die Waldschule offenbar in Anlehnung an die Waldstraße, die zum nahegelegenen Waldgebiet führt. Möglicherweise könnte aber auch eine Benennung nach dem Diakon Jasper Wald vorliegen. Jasper Wald hatte von 1837 bis 1842 in St. Johannis gewirkt und hatte sich für die Einrichtung von Warteschulen eingesetzt. Er verstarb 1877.
Das Schulgebäude wurde ab 1903 nach Plänen des Stadtbaurates Otto Fielitz errichtet. Bis 1904 entstand das Quergebäude mit dem Haupteingang, das für die St. Marien-Knabenschule IV gedacht war. Es folgte 1905 bis 1908 der Erweiterungsflügel an der Norderallee für eine achtklassige Mädchenschule. Der Backsteinbau mit gotischen und Jugendstil-Elementen zeigt leichte Ähnlichkeiten zum kurz zuvor entstanden neugotischen Backsteinbau des Hans-Christiansen-Hauses, ursprünglich ebenfalls eine Schule und ebenfalls von Otto Fielitz. Doch eine noch stärkere stilistische Ähnlichkeit zeigt die Waldschule zur Marineschule Mürwik aus dem Jahr 1910 von Adalbert Kelm, auch wenn die Waldschule weniger schlossartig wirkt. Am Giebel der Turnhalle der Waldschule wurde ein Flensburgwappen und unter diesem das Zeichen des Deutschen Turner-Bundes angebracht.
In den 1910er Jahren befand sich im Zeichensaal der Waldschule eine naturwissenschaftliche Sammlung, welche den Anfang des heutigen Naturwissenschaftlichen Museums Flensburgs markierte.
1951 wurden neue Pavillonsklassen hinzugefügt. 1962 und 1965 wurden an die alte Turnhalle Anbauten für Ankleideräume und Gymnastikunterricht hinzugefügt. Der Denkmalschützer Lutz Wilde bemerkte hinsichtlich der modernen, kontrastreichen Anbauten: „[...] Turnhalle durch moderne Anbauten zum Hof und vor der Giebelseite entstellt [...]“.
Nationale Auszeichnungen der Schule:
- 2010 Jakob Muht-Preis (Bertelsmann Stiftung)
- 2012 Kinder zum Olymp! (Kulturstiftung der Länder)
- 2014 Deutscher Arbeitgeberpreis für Bildung (Arbeitgeberverband)
- 2015 Deutscher Schulpreis. 2013 wurde die Waldschule bereits einmal für diesen Preis nominiert. (Robert-Bosch-Stiftung)

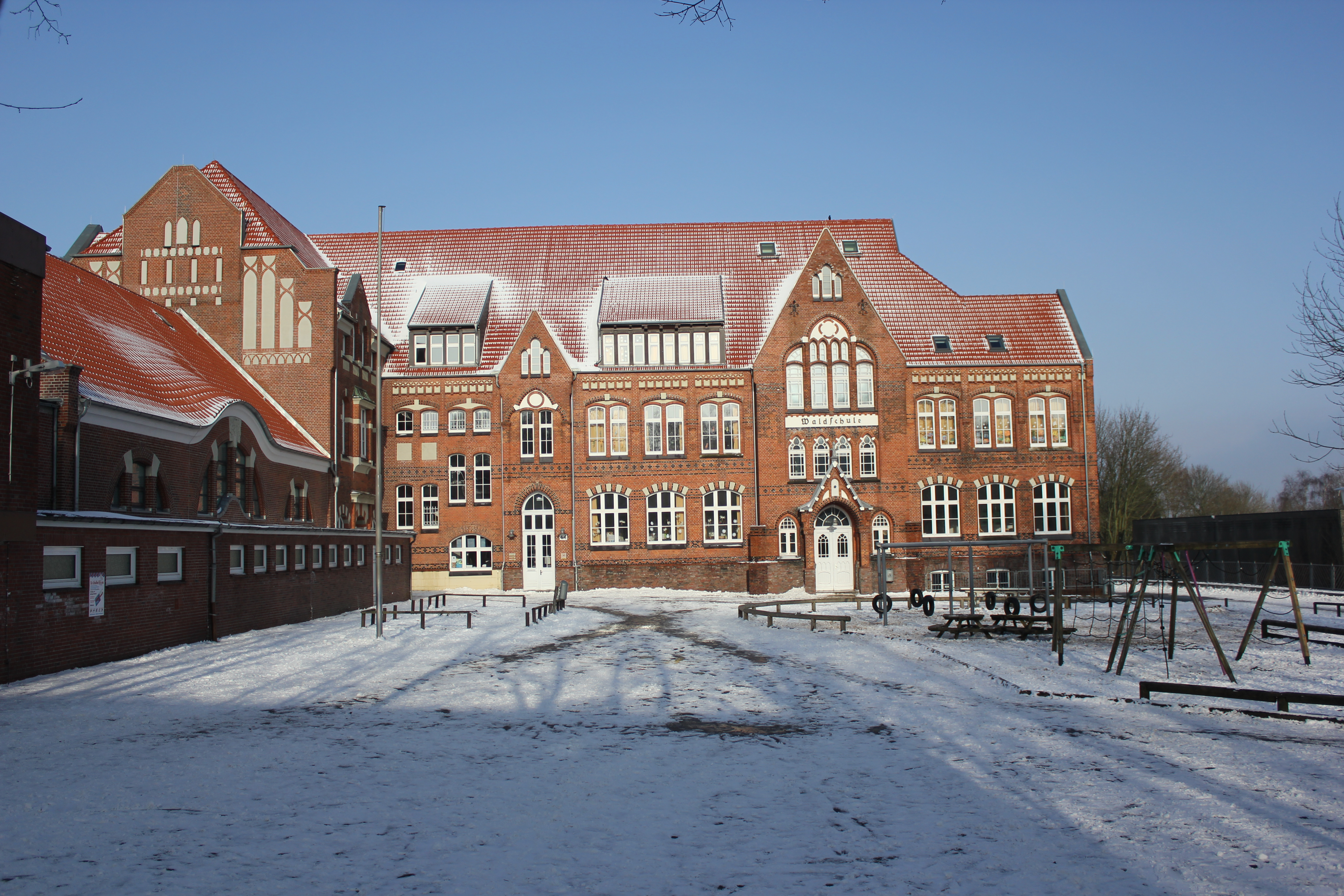
Die Waldschule im Winter 2014
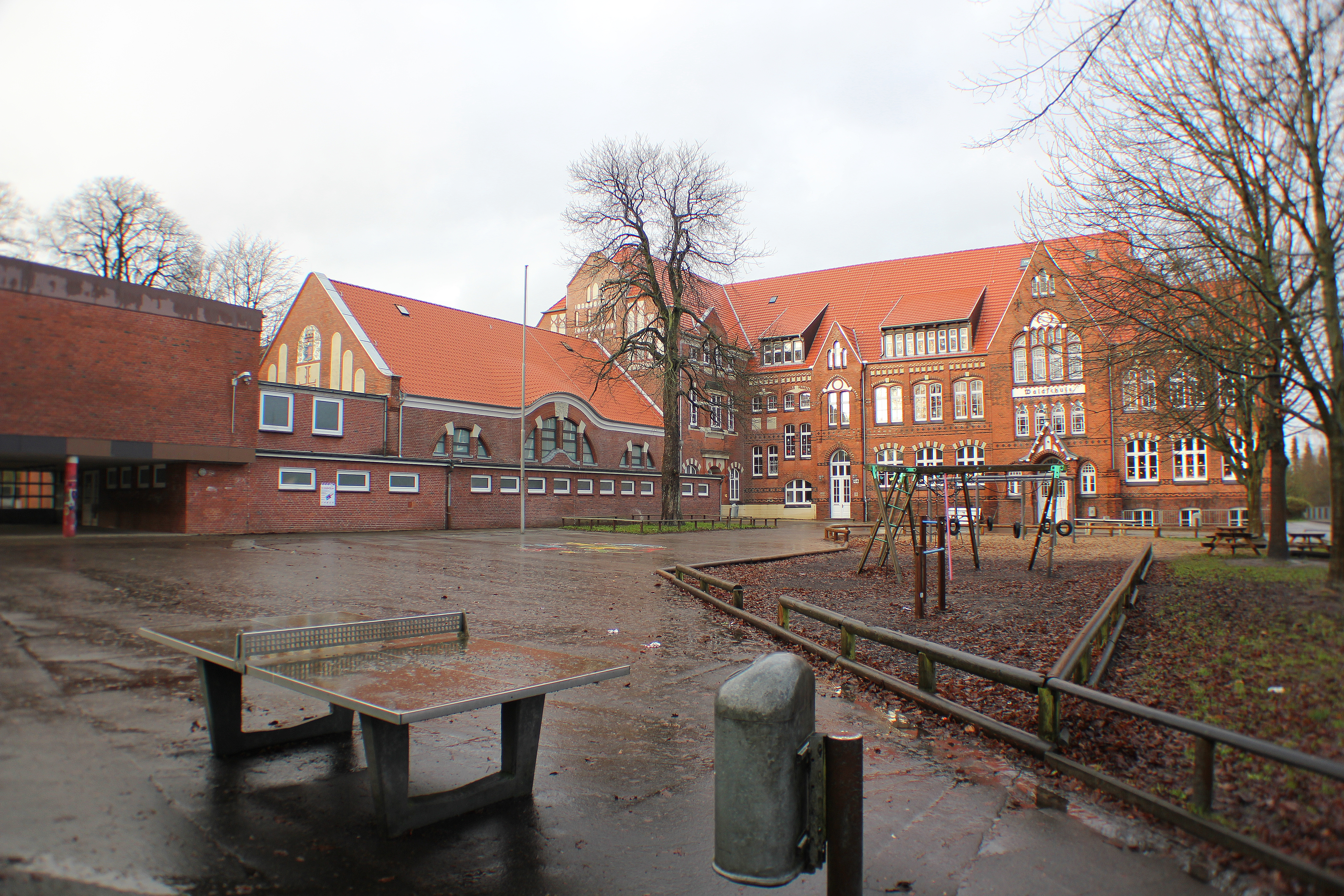
Die Schule im Dezember 2011
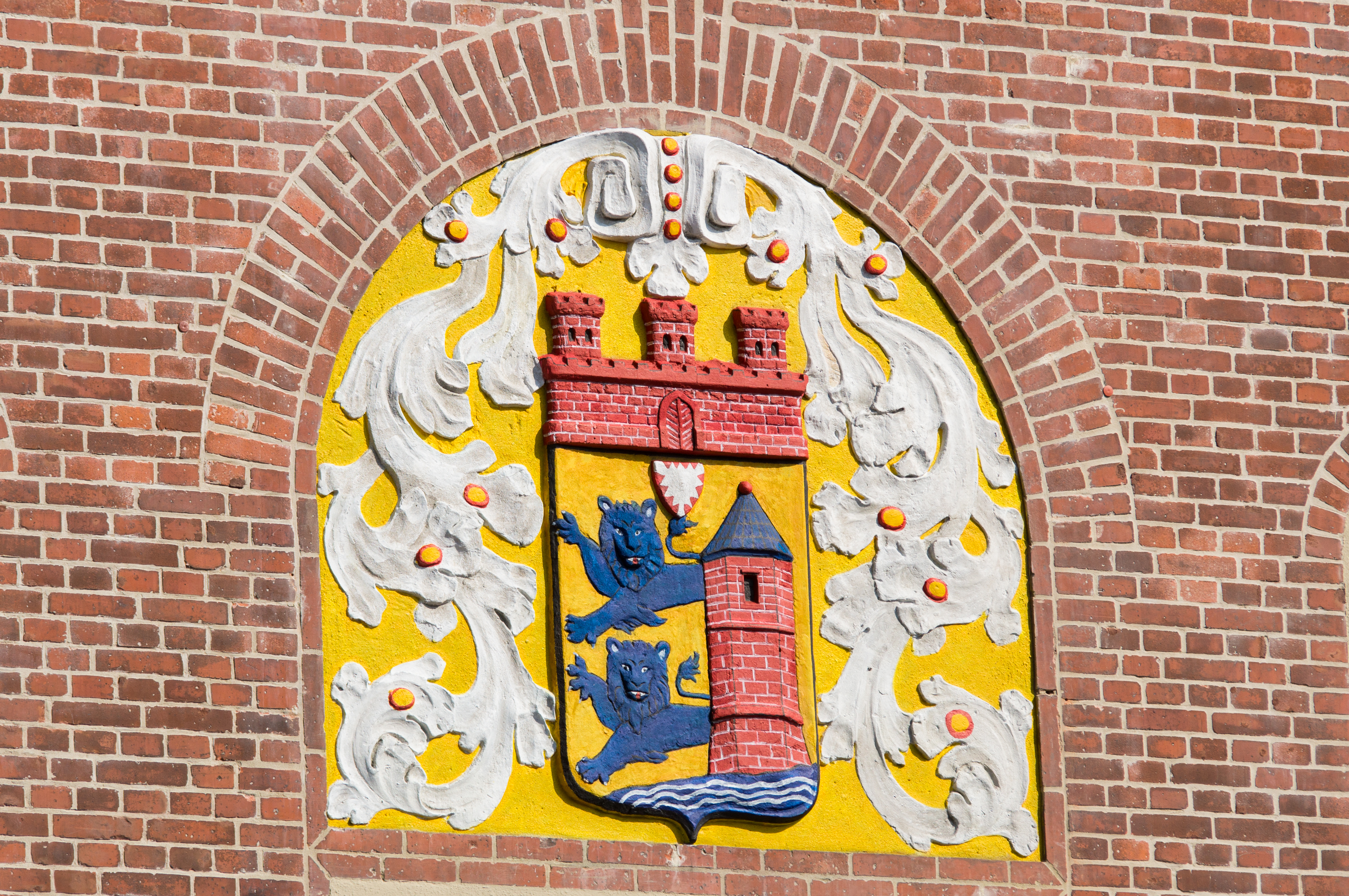
Das Wappen Flensburgs an der Schulturnhalle
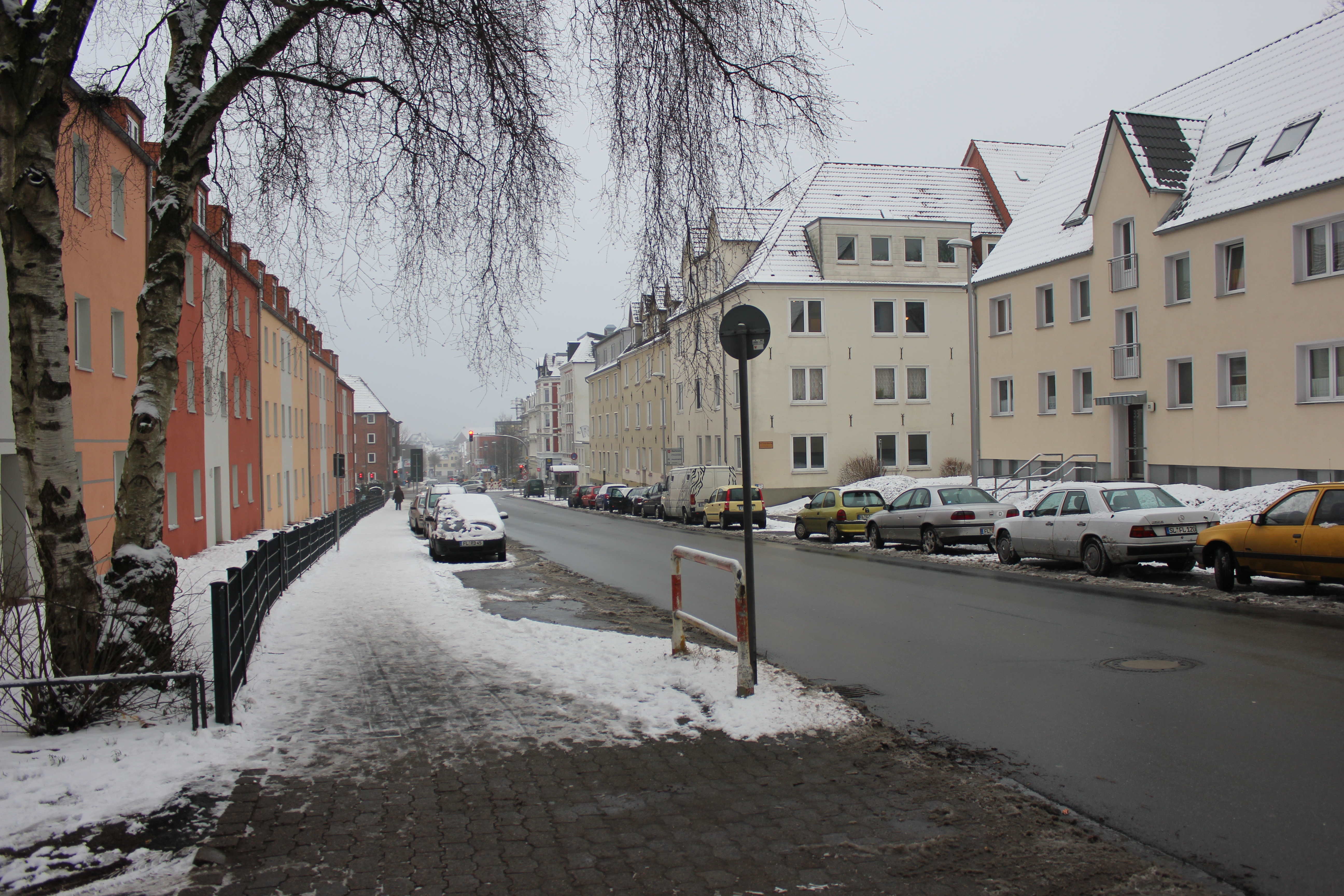
Die Waldstraße, an der die Schule liegt, im Winter 2012